# Cerro Mohinora
Der Cerro Mohinora (oder auch Cerro de Mohinora) ist Teil der Sierra Madre Occidental und mit seinen etwa 3308 Metern Höhe wahrscheinlich der höchste oder zweithöchste Berg im Norden Mexikos. Andere Berge in seiner Umgebung (allen voran der Cerro Gordo im Bundesstaat Durango) erreichen ähnliche Höhen, doch sind diesbezügliche Vermessungen noch nicht durchgeführt worden oder aber immer noch zu ungenau.

## Entstehung
Der Cerro Mohinora ist vulkanischen Ursprungs; seine Entstehung liegt im Pleistozän. Er besteht zum größten Teil aus Magmatischem Gestein. Der letzte Ausbruch liegt wahrscheinlich Jahrzehntausende zurück.

## Lage
Der Berg liegt im waldreichen Süden des Bundesstaates Chihuahua auf dem Gebiet des Municipios Guadelupe y Calvo. Die Grenzen zu den mexikanischen Bundesstaaten Sinaloa und Durango sind nur wenige Kilometer (Luftlinie) entfernt.

## Klima
Das Klima in den Bergen Nordmexikos ist durchaus regenreich; morgens bilden sich nicht selten Nebelwolken, die manchmal den ganzen Tag über die Aussicht auf die Berge oder in die Schluchten unmöglich machen. Die Tagestemperaturen sind im Winter kühl, nachts auch frostig (Hotels und Unterkünfte müssen beheizt werden); im Sommer ist das Klima dagegen eher angenehm und bei weitem nicht so heiß und schwül wie in den tieferliegenden Regionen Mexikos.